# 学校法人順天堂
学校法人順天堂（がっこうほうじんじゅんてんどう）は、東京都文京区に本部を置く学校法人。順天堂大学を経営する。

## 設置している学校
- 順天堂大学

## 過去、設置していた学校
- 順天堂医療短期大学（順天堂看護専門学校を改組）

## 歴代理事長
| 代    | 氏名       | 就任時期                       | 備考                                               |
| ----- | ---------- | ------------------------------ | -------------------------------------------------- |
| 初代  | 佐藤達次郎 | 1943年12月8日 - 1955年4月19日  | 順天堂4代堂主、元東京医専校長                      |
| 第2代 | 有山登     | 1955年4月19日 - 1984年3月31日  | 佐藤達次郎の女婿、順天堂医科大学医学部生化学教授   |
| 第3代 | 東健彦     | 1984年4月1日 - 1987年12月13日  | 有山登の女婿、元信州大学医学部長                   |
| 代行  | 岡田純夫   | 1987年12月14日 - 1988年1月31日 | 有山登の女婿、順天堂専務理事                       |
| 第4代 | 懸田克躬   | 1988年2月1日 - 1992年3月31日   | 医学部精神医学教授、創設者一族以外からの初の理事長 |
| 第5代 | 石井昌三   | 1992年4月1日 - 2004年3月31日   | 医学部脳神経外科学教授                             |
| 第6代 | 小川秀興   | 2004年4月1日 - 現職            | 医学部皮膚科学教授、順天堂大学出身者初の理事長     |